# Pavel Serebriakov
Pavel Alexeïevich Serebriakov (en russe : Па́вел Алексе́евич Серебряко́в ; Tsaritsyne, 28 février 1909 – Leningrad, 17 août 1977) est un pianiste et professeur russe.

## Discographie
- Chostakovitch, Concerto pour piano no 1 ; Galina Oustvolskaïa, Concerto pour piano ; Boris Goltz, quatre préludes  pour piano - Orchestre philharmonique de Leningrad, dir. Yuri Serebriakov (LP Melodiya SM 02439-40)
- Chostakovitch, Trio avec piano no 2 (concert 1976, Melodiya)
- Liszt, Concerto pour piano no 1 et Totentanz - Orchestre philharmonique de Moscou, dir. K. Kondrachine (1961, Melodiya)
- Rachmaninoff, Sonate pour piano no 2 (1973, Melodiya)
- Rachmaninoff, Trio avec piano no 2 « Élégiaque » (concert 1976, Melodiya)